# Chinolon-Antibiotika

Grundstruktur aller Chinolon-Antibiotika: der blau gezeichnete Rest R ist meist Piperazin; enthält die Verbindung Fluor (rot), ist es ein Fluorchinolon

Chinolon-Antibiotika (oft kurz, aber nicht eindeutig: Chinolone) sind eine chemisch verwandte Stoffgruppe von Antibiotika, die als Wirkprinzip die Hemmung des Gyrase-Enzyms nutzen (sogenannte Gyrasehemmer). Strukturell leiten sich die Chinolon-Antibiotika von Chinolin ab, welches am stickstoffhaltigen Ringsystem eine Carbonylgruppe sowie eine Carbonsäuregruppe trägt. Ein Fluoratom am Benzol-Ring führt zu den Fluorchinolonen. Sehr oft enthalten Chinolon-Antibiotika auch einen Piperazin-Substituenten.
Chinolon-Antibiotika binden in der Bakterienzelle an den Komplex des Enzyms Gyrase und DNA. Sie verhindern wegen der Blockade des Verdrillens das Wieder-Zusammenfügen eines geschnittenen DNA-Strangs durch das Enzym, welches für das Supercoiling (die Verdrillung) der DNA verantwortlich ist.
Das Verändern des Verdrillungszustandes ihrer DNA ist für Bakterien zum Kopieren des Erbguts während der Zellteilung unverzichtbar. Die Bakterien sind deshalb nicht mehr in der Lage sich zu vermehren, die bewirkten DNA-Strangbrüche haben wahrscheinlich direkt tödliche Wirkung. Allerdings kann eine Hemmung der DNA-Replikation den bakteriziden Effekt der Chinolon-Antibiotika nicht hinreichend erklären, weshalb weitere Wirkmechanismen angenommen werden.

## Vertreter
Die Chinolon-Antibiotika der ersten Generation (1960er und 1970er Jahre) wurden schlecht resorbiert und hatten ein enges Wirkspektrum. Sie sind heute kaum noch von Bedeutung, während die Gyrasehemmer der zweiten Generation vor allem dann von Bedeutung sind, wenn Resistenzen gegen andere Mittel beobachtet werden.
- Cinoxacin
- Clioquinol
- Fleroxacin
- Flumequin
- Nalidixinsäure (erstes Chinolon-Antibiotikum bzw. Naphthyridin, das als Antibiotikum genutzt wurde, heute bedeutungslos)
- Oxolinsäure
- Pipemidsäure (Pyridopyrimidin)

Eine Untergruppe der Chinolonantibiotika sind die Fluorchinolonantibiotika. Die heute verwendeten Chinolonantibiotika basieren auf der wichtigsten Verbesserung, welche chemisch an den Chinolon-Antibiotika der ersten Generation vorgenommen wurde: Es wurde ein Fluoratom eingebaut (Fluorchinolone, Namensendung '-floxacin'). Später wurden dann Wirkungsselektivität und Wirkungsspektrum (zunächst gegen Chlamydien, Pneumokokken, Mykoplasmen, später gegen anaerobe Bakterien) verbessert.